# Municipio de Broad Top
El municipio de Broad Top (en inglés: Broad Top Township) es un municipio ubicado en el condado de Bedford en el estado estadounidense de Pensilvania. En el año 2000 tenía una población de 1.827 habitantes y una densidad poblacional de 14.6 personas por km².

## Geografía
El municipio de Broad Top se encuentra ubicado en las coordenadas 40°04′18″N 78°15′19″O / 40.07167, -78.25528.

## Demografía
Según la Oficina del Censo en 2000 los ingresos medios por hogar en la localidad eran de $30,250 y los ingresos medios por familia eran $33,289. Los hombres tenían unos ingresos medios de $29,280 frente a los $18,229 para las mujeres. La renta per cápita para la localidad era de $14,781. Alrededor del 13,1% de la población estaban por debajo del umbral de pobreza.